# 糟屋炭田
座標: 北緯33度37分11秒 東経130度41分30秒 / 北緯33.619766度 東経130.691726度

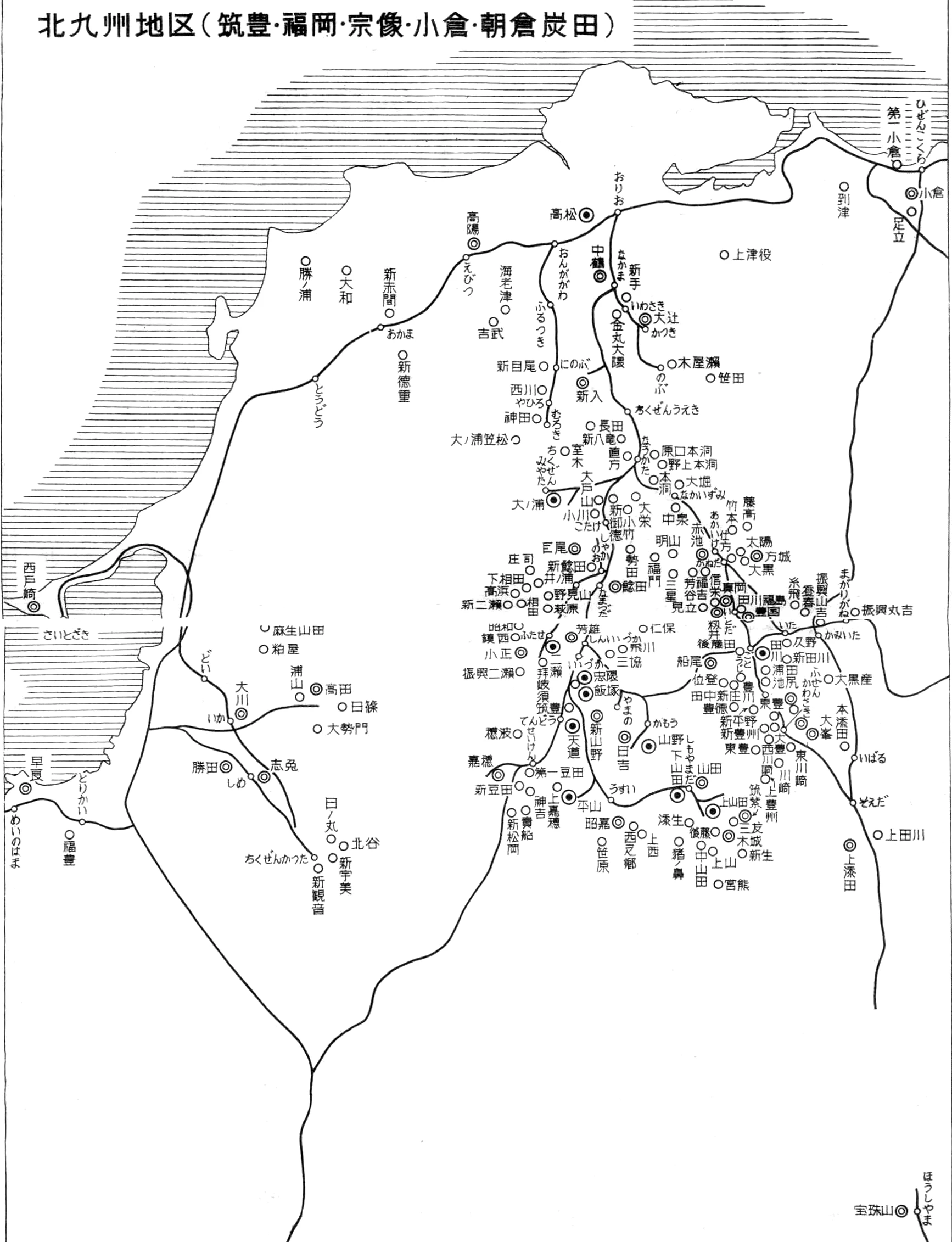
北九州の炭鉱地図 1955年

糟屋炭田（かすやたんでん）とは、福岡県糟屋郡、とりわけ志免町(しめ)、宇美町、須恵町などに分布していた炭田であり、粕屋炭田、あるいは福岡炭田ともいう。位置が筑豊炭田に近いが、古くから別の炭田として扱われており、他の炭田とは異なる特異な経歴を持つ。

## 概要
この糟屋炭田は、海軍技師が国内の産炭地の炭質を調査をして回ったおり、糟屋郡の新原(しんばる：須恵町)の石炭が軍艦使用に適している事が解って、その軍用艦船の燃料確保のため海軍が開発したという特色があり、1888年に海軍予備炭山へ指定される。それらは海軍直属の海軍の採炭所として開坑し、通称で海軍炭鉱又は新原炭鉱と呼ばれた。1889年、須恵町に最初の海軍炭鉱である新原採炭所が設置された。その後、同組織は海軍採炭所、海軍燃料廠採炭部、第四海軍燃料廠と名を変え、良質の無煙炭を多く産出したため国の奨励もあり専属的に燃料開発に当たった。後に、糟屋炭田の主力となる第五坑,後の志免鉱業所を開発。ピーク時の1928年（昭和3年）には年産38万トンを産出する（全国19位）規模にまで発展した。戦時中に物資が不足すると、より深い炭層の開発に着手し、1943年には全国最大級、全高47.6mに及ぶ大型竪坑櫓が建造されている。この櫓は当時最新鋭の炭鉱技術であったドイツを視察した猪俣昇技師が設計した。
満州南満州鉄道の撫順炭鉱竪坑を実習で訪れた後の海軍～国鉄の技師濱島毅氏(副長を勤めた)が、建設の参考としたと述べた。設計した猪俣昇技師は、撫順へは行っていないので、参考に設計はしていない。立坑は地下430mまで掘られ、地下415ｍの水平坑道迄鉱員、炭車を運べる代物であった。詳しくは「志免鉱業所」及び「志免鉱業所竪坑櫓」を参照。
戦後になって軍部組織は解散したことで国鉄が事業を引き継ぐことになり、主として蒸気機関車の外燃機関の燃料確保のため採炭が続けられたが、エネルギー革命と国鉄路線の動力が、電化、内燃(ディーゼル)化の影響によって1964年、国有志免炭鉱を最後に大小50を数えた炭田は、糟屋郡からすべて姿を消した。なお、この志免に設けられた竪坑櫓は後の1995年、国(文化庁)の登録有形文化財に登録され、2009年には国(文部科学省)の重要文化財に指定されている。このように終始一貫、国が開発した炭鉱は他に類を見ないものである。
一方、私企業では三菱財閥が三菱鉱業㈱勝田鉱業所「三菱鉱業勝田鉱業所参照」、明治鉱業㈱∴が明治鉱業高田鉱業所などを開発しているが、筑豊炭田開発の延長で行われたようである。とりわけ、三菱勝田炭鉱は海軍炭鉱に伍する産出量を誇り、1963年まで稼働が続けられたが、1958年にガス爆発事故を起こし、62人の犠牲者を出しているなどしている。
また、この沿線には宇美八幡宮参拝のためと、三菱鉱業㈱勝田鉱業所となった炭鉱の石炭輸送の為に筑前参宮鉄道が敷設され、戦時中はこの鉄道の石炭輸送の重要性が増し、国に国鉄勝田線として買い上げられた。また、他に博多湾鉄道旅石支線も石炭を運搬するために敷設された（後に西鉄、国鉄管理となり香椎線(貨物)旅石支線として残存していたが1985年に廃線）。しかし、後の炭鉱閉山に伴う急激な貨物輸送減や不便な旅客ダイヤ（平日6往復・土休日7往復）の放置で並行しているバス路線（毎時3往復が、4系統,系統により毎時1～2本の系統もあり）に客を奪われたことにより赤字のため第一次特定地方交通線として整理対象になり、国鉄勝田線は1985年（昭和60年）に廃線となっている。

## 閉山後
志免鉱業所の閉山後は人口が激減した。しかし、その頃から福岡都市圏への人口増加が始まっており、自治体は盛んに宅地開発や中小企業誘致を進めた。後に九州地方の拠点都市、あるいは対アジアへの玄関口として一層重要性を増すようになると、糟屋郡一帯は衛星都市として当時より人口が増加し、2008年現在糟屋郡は国内で最も人口が多い郡部となっている。都市圏への近接性が幸いし、住宅都市として復活を遂げた点は他の産炭地域と比較すると格段に幸運であるといえる。また、一部の炭住は現在もそのまま住宅として利用されており、炭鉱の遺構は一部が公園整備されるなどしている。

## 一覧
- 新原炭鉱 - 海軍が経営して居た
- 志免鉱業所 - 日本国有鉄道の所有であった